# Trójka uporządkowana
Trójka uporządkowana – zbiór zbudowany z obiektów {\displaystyle x,y,z} tak, aby była określona kolejność tych elementów, oznaczany zazwyczaj symbolem {\displaystyle (x,y,z)}. Elementy trójki uporządkowanej nazywa się jej współrzędnymi. Przy powyższym zapisie, {\displaystyle x} nazywa się pierwszą współrzędną, {\displaystyle y} – drugą współrzędną, a {\displaystyle z} – trzecią współrzędną.

## Definicje formalne

### Za pomocą pary zagnieżdzonej
Formalnie, przy pomocy pojęcia pary uporządkowanej, definiuje się trójkę uporządkowaną {\displaystyle (x,y,z)} jako parę uporządkowaną {\displaystyle ((x,y),z)}. 
{\displaystyle (x,y,z)=((x,y),z)}
Korzystając z definicji pary Kuratowskiego, trójka wyglądałaby wówczas tak:
{\displaystyle (x,y,z)={\Bigl \{}{\Bigl \{}\{\{x\},\{x,y\}\}{\Bigr \}},{\Bigl \{}\{\{x\},\{x,y\}\},z{\Bigr \}}{\Bigr \}}}
Analogicznie można zdefiniować n-kę uporządkowaną, dla każdego {\displaystyle n\geq 3}.
Minusem zagnieżdżeń par Kuratowskiego jest to. że w ostatecznej formule elementy dublują się (np. x występuje tam czterokrotnie więc przy podstawianiu konieczne będzie jego czterokrotne przepisanie), a ich liczba rośnie wykładniczo wraz {\displaystyle n}.

### Za pomocą zbioru par
Można zdefiniować trójkę, numerując każdy element bezpośrednio, na podobnej zasadzie jak w parze Hausdorfa:
{\displaystyle (x,y,z)={\Bigl \{}(1,x),(2,y),(3,z){\Bigr \}}}
Należy zwrócić uwagę, że pary nie można zastąpić zwykłym zbiorem, ponieważ pojawiła by się niejednoznaczność, np. dla {\displaystyle (3,1,2)=\{\{1,3\},\{2,1\},\{3,2\}\}=\{\{1,2\},\{2,3\},\{3,1\}\}=(2,3,1)}.
Korzystając z definicji pary Hausdorffa, trójka wyglądała by wówczas tak:
{\displaystyle (x,y,z)={\Bigl \{}\{\{1\},\{2,x\}\},\{\{1,2\},\{2,y\}\},\{\{1,3\},\{2,z\}\}{\Bigr \}}}
W takiej postaci, każdy element trójki występuje dokładnie jeden raz w ostatecznej formule.
Analogicznie można zdefiniować n-kę uporządkowaną, dla każdego {\displaystyle n\geq 3}:
{\displaystyle (x_{1},x_{2},...,x_{n})={\Bigl \{}(1,x_{1}),(2,x_{2}),...,(n,x_{n}){\Bigr \}}}
Ta definicja bazuje na tej samej idei co definicja ciągu i jest prawidłowa również dla {\displaystyle n=\infty }.

## Własności i zastosowanie
Można udowodnić twierdzenie stwierdzające, że {\displaystyle (a,b,c)=(d,e,f)\Leftrightarrow (a=d\wedge b=e\wedge c=f)}.
Trójki uporządkowane stosowane są np. do zapisu współrzędnych punktów w przestrzeniach trójwymiarowych.